# Troile
Troile (en grec antic Τρώϊλος) va ser un sofista grec que va ensenyar a Constantinoble en temps dels emperadors Arcadi i Honori, a començaments del segle v.
Era nadiu de Side a Pamfília. Entre els seus deixebles cal esmentar a Eusebi Escolàstic, potser a Ablavi, el bisbe novacià de Nicea i Silvà, bisbe de Filipòpolis. Suides diu que va escriure una obra titulada λόγοι πολιτικοί ("Lógoi politikoí", converses polítiques) i set llibres de cartes. Un epigrama de l'Antologia grega sobre un atleta li és atribuït.